# Михайловский заказник (Крым)
Михайловский заказник (укр. Михалівський заказник, крымскотат. Mihaylovskiy muvaqqat qoruğı, Михайловский муваъкъат къоругъы) — ботанический заказник местного значения, расположенный на территории Бахчисарайского района (Крым). Создан 11 ноября 1979 года. Площадь — 145 га. Землепользователь — Министерство экологии и природных ресурсов Республики Крым и государственное автономное учреждение Республики Крым «Бахчисарайское лесное хозяйство».

## История
Заказник создан Решением исполнительного комитета Крымского областного Совета народных депутатов от 11.11.1979 № 617 «Об организации заказников дикорастущих лекарственных растений».
Является государственным природным заказником регионального значения, согласно Распоряжению Совета министров Республики Крым от 05.02.2015 № 69-р «Об утверждении Перечня особо охраняемых природных территорий регионального значения Республики Крым».

## Описание
Заказник создан с целью сохранения, возобновления и рационального использования типичных и уникальных природных комплексов: участка дикорастущих лекарственных растений. На территории заказника запрещается или ограничивается любая деятельность, если она противоречит целям его создания или причиняет вред природным комплексам и их компонентам.
Заказник расположен в северной части горного массива Кара-Тау — у села Долинное — на территории Михайловского лесничества кварталы 7, 8, 13, 16, 24-30.
Ближайший населённый пункт — село Долинное, город — Бахчисарай.

## Природа
Природа заказника представлена участием можжевельника колючего (Juniperus oxycedrus L.), фисташки (Pistacia atlantica Desf.), ковыля красивейшего (Stipa pulcherrima C. Koch), ковыля понтийского (Stipa pontica Smirnov), ремнелепестника (Himantoglossum caprinum (Bieb.) Spreng.) и подковника реснитчатого (Hippocrepis ciliata Willd.).